# Anyolit

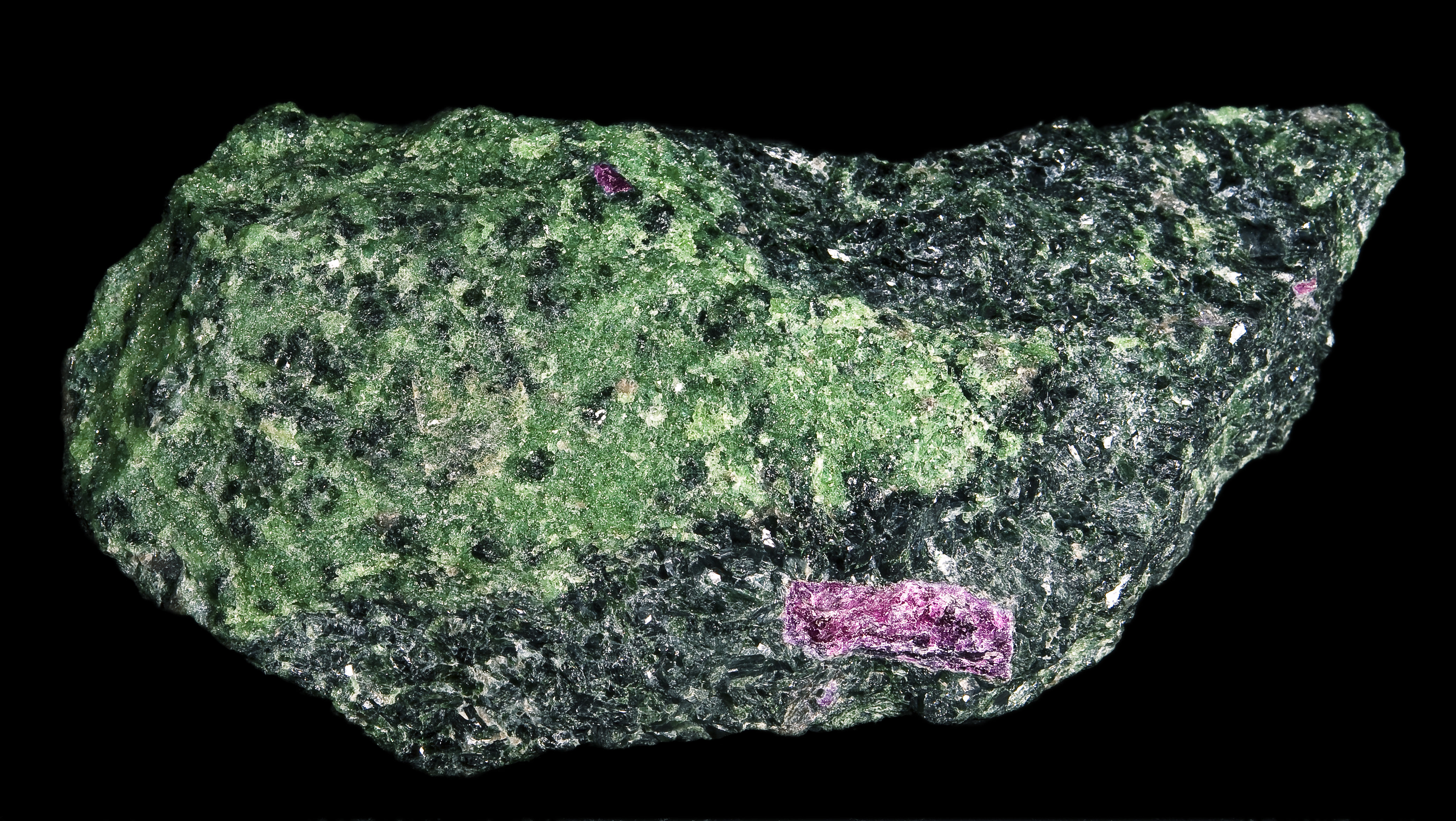
anyolit

Anyolit - regionalna, używana w gemmologii nazwa zielonej odmiany zoisytu.
Nazwa pochodzi od masajskiego anyoli = zielony, i nawiązuje do barwy tego minerału. 
Została odkryta w 1954r w Tanzanii.

## Właściwości
Barwa: zielona - wywołana domieszką chromu. Bardzo często widoczne są czarne wrostki hornblendy i duże, zwykle nieprzezroczyste rubiny. 
Zazwyczaj występuje w formie zbitej. 

## Występowanie
Często współwystępuje z rubinami.
Miejsca występowania: Tanzania - okolice Longido.

## Zastosowanie
- ma znaczenie kolekcjonerskie
- ceniony[przez kogo?] kamień jubilerski i ozdobny (ze względu na kontrast barw).
- do wyrobu drobnej galanterii, biżuterii
- materiał rzeźbiarski

- istnieje możliwość pomylenia z chloromelanitem i turmalinem.